# Xã Moranville, Quận Roseau, Minnesota
Xã Moranville (tiếng Anh: Moranville Township) là một xã thuộc quận Roseau, tiểu bang Minnesota, Hoa Kỳ. Năm 2010, dân số của xã này là 887 người.